# لیرک‌ویکی
لیریک‌ویکی(به انگلیسی: LyricWiki) وبسایتی است که با استفاده یک پایگاه داده‌ای که در آن اشعار هنرمندان مختلف در سبک‌ها و زبان‌های مختلف جمع‌آوری شده است به کاربران اینترنتی سرویس می‌دهد.کاربران این سایت می‌توانند اشعار آهنگ و هنرمند مورد نظر خود را ببینند،ویرایش کنند و همچنین می‌توانند در مورد آهنگ‌ها به بحث بپردازند.این سایت توسط مدیاویکی قدرت گرفته است و می‌تواند اشعار را براساس هنرمند،نام آهنگ،زبان،آلبوم،ناشر و سبک مورد نظر جستجو کند.این وبگاه از آپریل ۲۰۰۶ آغاز به کار کرد.
این سایت در سال ۲۰۰۶ توسط Sean Colombo که یک دانش‌آموخته‌ی مؤسسه فناوری روچستر است بنیانگذاری شد.